# Zemský okres Osnabrück
Zemský okres Osnabrück (německy Landkreis Osnabrück) je zemský okres v německé spolkové zemi Dolní Sasko. Sídlem správy zemského okresu je město Osnabrück, které ovšem není jeho součástí. Má přibližně 357 tisíc obyvatel. 

## Města a obce
Města:
1. Bad Iburg
2. Bersenbrück
3. Bramsche
4. Dissen
5. Georgsmarienhütte
6. Melle
7. Quakenbrück
8. Fürstenau

Obce:
1. Alfhausen
2. Ankum
3. Bad Essen
4. Bad Laer
5. Bad Rothenfelde
6. Badbergen
7. Belm
8. Berge
9. Bippen
10. Bissendorf
11. Bohmte
12. Eggermühlen
13. Gehrde
14. Glandorf
15. Hagen
16. Hasbergen
17. Hilter
18. Kettenkamp
19. Menslage
20. Merzen
21. Neuenkirchen
22. Nortrup
23. Ostercappeln
24. Rieste
25. Voltlage
26. Wallenhorst